# Futsal Finalissima 2022
La Futsal Finalissima 2022 è stata la prima edizione della Futsal Finalissima, un torneo internazionale di calcio a 5 organizzato da CONMEBOL e UEFA. Si è disputata tra il 15 e il 18 settembre 2022 all'Estadio Mary Terán de Weiss di Buenos Aires, in Argentina e ha visto trionfare il Portogallo ai danni della Spagna ai calci di rigore.

## Partecipanti
| Squadra    | In qualità di                                 |
| ---------- | --------------------------------------------- |
| Argentina  | Vincitrice della Copa América 2022            |
| Paraguay   | Finalista della Copa América 2022             |
| Portogallo | Vincitrice dell'UEFA Futsal Championship 2022 |
| Spagna     | Terzo posto all'UEFA Futsal Championship 2022 |

## Impianto
L'impianto ospitante è stato l'Estadio Mary Terán de Weiss di Buenos Aires.
| Impianto | Estadio Mary Terán de Weiss |
| Foto     |                             |
| -------- | --------------------------- |
| Città    | Buenos Aires                |
| Capacità | 15.500                      |

## Partite
Il torneo prevedeva due semifinali, una finale terzo posto e una finale. Le semifinali erano basate sulla prestazione delle nazionali nel loro torneo continentale, con i campioni di ogni confederazione che ha affrontato il non campione dell'altra confederazione
Tutti gli orari sono locali, ART (UTC-3).

### Tabellone
|  | Semifinali | Semifinali | Semifinali       |                  |        | Finale          | Finale          | Finale          |  |
|  |            |            |                  |                  |        |                 |                 |                 |  |
|  | Argentina  | Argentina  | 0                |                  |        |                 |                 |                 |  |
|  | Argentina  | Argentina  | 0                |                  |        |                 |                 |                 |  |
|  | Spagna     | Spagna     | 3                |                  |        |                 |                 |                 |  |
|  | Spagna     | Spagna     | 3                |                  | Spagna | Spagna          | 1 (2)           |                 |  |
|  |            |            |                  |                  | Spagna | Spagna          | 1 (2)           |                 |  |
|  |            |            | Portogallo (dtr) | Portogallo (dtr) | 1 (4)  |                 |                 |                 |  |
|  | Portogallo | Portogallo | Portogallo (dtr) | Portogallo (dtr) | 1 (4)  | 2               |                 |                 |  |
|  | Portogallo | Portogallo |                  |                  |        | 2               |                 |                 |  |
|  | Paraguay   | Paraguay   | 1                |                  |        | Finale 3º posto | Finale 3º posto | Finale 3º posto |  |
|  | Paraguay   | Paraguay   | 1                |                  |        |                 |                 |                 |  |
|  |            |            |                  |                  |        |                 |                 |                 |  |
|  |            |            |                  |                  |        | Argentina       | Argentina       | 2               |  |
|  |            |            |                  |                  |        | Argentina       | Argentina       | 2               |  |
|  |            |            |                  |                  |        | Paraguay        | Paraguay        | 3               |  |

### Semifinali
| Arbitri: | Henrry Gutiérrez Ricardo Messa |

|                                           |           |               |
| Varela 28'40'’ G. González 32'24'’ (aut.) | Marcatori | 16'04'’ Ozuna |

| Arbitri: | Gean Telles Yuri García |

|  |           |                                         |
|  | Marcatori | 6'33'’, 14'18'’ R. Campos 39'59'’ Plana |

### Finale terzo posto
| Buenos Aires 18 settembre 2022, ore 14:00                                                                 | Argentina | 2 – 3 (1-2) referto                      | Paraguay | Estadio Mary Terán de Weiss |
| \| \| \| \| \| Borruto 12'51'’ Brandi 27'36'’ \| Marcatori \| 8'31'’ Rejala 9'34'’ Mareco 25'28'’ Báez \| |           |                                          |          |                             |
| |           |                                          |          |                             |
| Borruto 12'51'’ Brandi 27'36'’                                                                            | Marcatori | 8'31'’ Rejala 9'34'’ Mareco 25'28'’ Báez |          |                             |

### Finale
| Buenos Aires 18 settembre 2022, ore 16:45 | Spagna               | 1 – 1 (d.t.s.) (1-0)               | Portogallo | Estadio Mary Terán de Weiss |
| \| \| \| \| \| Mellado 19'01'’ \| Marcatori \| 27'18'’ A. Jesus \| \| Lozano Chino Mellado R. Campos \| Tiri di rigore 2 – 4 \| B. Coelho A. Coelho Varela T. Paçó \| |                      |                                    |            |                             |
| |                      |                                    |            |                             |
| Mellado 19'01'’ | Marcatori            | 27'18'’ A. Jesus                   |            |                             |
| Lozano Chino Mellado R. Campos | Tiri di rigore 2 – 4 | B. Coelho A. Coelho Varela T. Paçó |            |                             |

## Classifica marcatori
2 goal
- Raúl Campos

1 goal
- Alan Brandi
- Cristian Borruto
- Arnaldo Báez

- Julio Mareco
- Antonio Ozuna
- Richard Rejala

- Afonso Jesus
- Pany Varela

- Miguel Ángel Mellado
- Dídac Plana

1 autogoal
- Giovanni González (pro  Portogallo)